# Villanueva de Viver
Villanueva de Viver è un comune spagnolo di 74 abitanti situato nella comunità autonoma Valenciana.